# Samhällsfastighet
Samhällsfastighet är en kategori av fastigheter som i huvudsak brukas av en skattefinansierad verksamhet och är specifikt anpassad för samhällsservice. Förskolor, vårdcentraler, äldreboenden, idrottsanläggningar och fängelser är olika exempel på samhällsfastigheter. Däremot brukar inte kommun- och myndighetshus räknas in.
Enligt analysföretaget MSCI utgör samhällsfastigheter 10 % av alla fastigheter i Sverige.

## Privatisering av samhällsfastigheter
Privatiseringen av samhällsfastigheter i Sverige, där kommunala fastigheter säljs till privata bolag för att sedan hyras ut tillbaka till kommunerna, har varit föremål för debatt.
Förespråkare av utförsäljning av samhällsfastigheter brukar ofta hänvisa till en förbättrad styrning hos marknadsaktörerna där kommunerna slipper ansvar för specialistkompetens för att förvalta fastigheten samt undergår ränterisker med finansieringen. På senare år har även utförsäljning motiveras av ett akut finansieringsbehov för att möta ett eftersatt investeringsarbete samt stora befolkningsökningar.
Kritiker menar dock att kommuner och regioner i regel har höga kreditvärderingar och lägre finansieringskostnader och därmed borde kunna förvalta fastigheterna bättre än marknadsaktörerna, samt att investeringarna de hänvisar till ofta i själva verket är ren konsumtion.

### Samhällsfastighetsmarknaden i Sverige
Den totala omsättningen av samhällsfastigheter har normalt legat kring 10 miljarder kronor om året. Under coronapandemin 2020 steg dock omsättningen till 45 miljarder. 2021 var Samhällsbyggnadsbolaget i Norden, Hemsö och Sagax de tre största privata aktörerna inom segmentet sett till fastighetsvärdering.